# 小奧萊克辛
50°39′45″N 26°14′20″E / 50.66250°N 26.23889°E
小奧萊克辛（烏克蘭語：Малий Олексин），是烏克蘭西北部里夫内州里夫内区什帕尼夫市鎮的村落。始建於1658年，面積0.37平方公里，海拔高度185米，2001年人口798，人口密度每平方公里2,150.9人。